# Kabupaten de Lombok oriental
Le kabupaten de Lombok oriental (Kabupaten Lombok Timur) est un Kabupaten  des Petites îles de la Sonde occidentales en Indonésie. Il est situé sur l'île de Lombok, son chef-lieu est Selong.
Il est découpé en 20 kecamatans et 119 desas et kelurahans.